# Koczur Kálmán
id. Koczur Kálmán (Budapest, 1932. november 2. – 2006. augusztus 27.) magyar tájfutó, versenybíró.

## Életútja
1957-ben a Budapesti Műszaki Egyetemen szerzett villamosmérnöki diplomát. 1957 és 1960 között az Egyesült Izzó munkatársa, 1960 és 1963 között a Chinoin munkatársa, osztályvezetője, 1963-tól a Méréstechnikai Fejlesztő Vállalat munkatársa, főosztályvezetője volt.
1947 és 1951 között a Ganz, 1952 és 1966 között a Műegyetemi Haladás illetve a MAFC, 1967 és 1981 között a Postás, 1982-től ismét a MAFC tájfutója volt. 1957-ben válogatott kerettag volt.
1970 és 1989 között az Észak-Pesti Tájfutó Szövetség elnökeként, a Budapest Tájfutó Szövetség elnökségi tagjaként és versenybizottsági elnökeként tevékenykedett.

## Sikerei, díjai
- Magyar bajnokság
  - csapatbajnok: 1955, 1957, 1958, 1960
  - egyéni 2.: 1958